# 能格動詞
能格動詞（のうかくどうし、ergative verb）とは、自動詞にも他動詞にも用いられる動詞のうち、自動詞として用いた場合の主語と、他動詞として用いた場合の目的語との意味役割が同じであるようなものをいう。能格動詞の他動詞用法の主語を能格的主語 (ergative subject) という。
たとえば、英語の open は能格動詞である。下の(a)は自動詞、(b)は他動詞の例である。自動詞の主語と目的語は the door で、同じである。
a. The door opened.「ドアが開（ひら）いた」
b. John opened the door.「ジョンがドアを開（ひら）いた」
和訳から分かるように、日本語の「開（ひら）く」も能格動詞である。

## 例
英語では次のような動詞がある：
- 状態変化を示す – break, burst, melt, tear
- 料理に関する – bake, boil, cook, fry
- 移動を示す – move, shake, sweep, turn
- 乗り物に関する – drive, fly, reverse, sail

日本語では次のような変化を表す動詞がある：
- 基礎的な動詞：「開（ひら）く」（「ドアを開く」「ドアが開く」の両用法がある）、「閉じる」、「終わる」などがあるが、比較的少ない。
- 漢語に由来するサ変動詞：「閉鎖する」（「工場を閉鎖する」「工場が閉鎖する」）、「生成する」、「連続する」、「停止する」などの変化を示す動詞。

日本語では能格動詞が多くない代わりに、「建てる」と「建つ」のような、他動詞と自動詞が対をなす動詞（有対動詞）が数多くあるので、これらを利用して「誰かが家を建てる」を「家が建つ」のような自発表現に言い換える方法（脱使役化）がよく用いられる。
ロマンス語では他動詞を再帰動詞にして自動詞的に用いることが多く、このような再帰動詞を能格動詞と言う場合もある。

## 「能格」という名称
このような動詞を「能格的 (ergative)」と称することに反対する意見がある。能格言語の記述で用いられてきた「能格」という用語の定義とは異なるからである。
能格言語において「能格的である」とは、「自動詞の主語と他動詞の目的語が同じように標示され、他動詞の主語が異なる標識を持つ」ということである。
一方で能格動詞の場合、たとえば日本語の「開（ひら）く」の例では、自動詞用法の主語「ドアが」と他動詞用法の目的語「ドアを」は異なる標示を持ち、他動詞用法の主語「ジョンが」は自動詞用法の主語と同じ標示を持つ。
つまり、他動詞用法の主語は、能格言語のようには「能格的」ではない。

## 他の意味
動詞によって表される行為が、動詞の目的語よりも主語に影響を与えるような動詞（つまり被動者が主語である）を指して、能格動詞ということもある。これは非対格動詞に等しい。
最初に述べた意味の能格動詞における自動詞用法も、この非対格動詞に含まれる。
なお、think、see、understand、experience、eat などの動詞は
- I ate. （食事する）
- I ate a hamburger. （ハンバーガーを食べる）

というふうに自動詞・他動詞両方に用いる（自他動詞 Ambitransitive verb）が、これらは他動詞の目的語を省略して自動詞にしただけであって、ふつう能格動詞とは言わない。ただし
- This eats crisp. （これは食べるとパリパリする）

という言い方（食べ物が主語になっている）はある。しかしこれはその食べ物の性質を述べるもので、能格動詞のような変化を述べるものではない。この言い方は能動態と受動態の中間的なものという意味で中間構文（Middle construction）と言う。

## 文献
- Dixon, R. M. W. (1994) Ergativity. Cambridge: Cambridge University Press.
- Halliday, M. A. K. (1967) Notes on transitivity and theme in English ,part 1. Journal of Linguistics 3: 37-81.
- Lyons, John (1968) Introduction to theoretical linguistics. Cambridge: Cambridge University Press.
- Manning, C. D. (2006) Ergativity.